# Dựa lưng nỗi chết
Dựa lưng nỗi chết là một trường thiên tiểu thuyết do tác giả Phan Nhật Nam xuất bản tại Sài Gòn vào năm 1973.

## Lịch sử
Dựa lưng nỗi chết là thiên truyện thứ nhì sau Ải trần gian (1970), vẫn lấy đề tài quen thuộc với tác giả là chiến tranh. Tác phẩm gồm 7 chương và một đoạn kết nằm ngoài cấu trúc chung, những lần tái bản ở hải ngoại về sau còn thêm bài tựa của bạn văn Đào Vũ Anh Hùng.
Không khí trong truyện là cuộc Chiến tranh Việt Nam đang đà khốc liệt nhất, thế giới trong truyện là thế giới của đàn ông: Người lính, người trí thức trong cơn lửa loạn, người thanh niên bất mãn, nhà tu hành. Cái chết bi thảm của những người bị hệ tư tưởng chia rẽ đưa đến những dấu hỏi về khái niệm thuận nghịch và anh hùng. Rồi trong cảnh chiến tranh tương tàn, đâu là chỗ đứng của một nhà chân tu.
Truyện của Phan Nhật Nam được dựng lên trong một không gian gắn thiết thân với tâm trạng của mỗi nhân vật. Sau cùng, thế giới cảm tính của tác giả dần được biểu lộ.

### Nội dung
Đây là truyện của ba người lính Nhảy Dù. Cả ba tham gia một cuộc hành quân miền Trung đã 78 ngày. Năm hết Tết sắp đến, họ có mặt ở Huế và không ngờ biến cố Mậu Thân sắp ập đến như cơn gió lốc.
Minh và Lạc được nghỉ phép hai ngày. Minh về thăm nhà và dự lễ ăn hỏi người chị họ tên Quỳnh Như, anh bèn mời Thuấn lúc đó ở trong trại cùng đến dự cho thân. Quỳnh Như đính hôn với Bằng, nhưng khi gặp Thuấn, cô thốt mê anh đại úy gốc Bắc. Biết rằng rồi đây không còn gặp nhau nữa, Thuấn và Quỳnh Như vội lao vào nhau sống những giờ phút tột đỉnh của yêu đương. Sau đó Thuấn về trại, trong khi Minh ngụ khách sạn chờ Lạc đón vợ con ở Sài Gòn ra ăn Tết. Minh đem được chút nhu yếu phẩm đến cùng ăn Tết với Lạc.
Đúng đêm giao thừa, quân miền Bắc tràn vào Huế, khắp đô thành ran súng đạn thay tiếng pháo bông. Minh giúp gia đình Lạc kịp trốn, còn mình sang nhà Quỳnh Như nương tạm. Bằng đã đoán biết tình cảm của Quỳnh Như với Thuấn nên nổi cơn ghen. Anh vốn sinh nhai bằng nghề dạy học, đồng thời sắp hoàn thành chứng chỉ Triết ở Viện Đại học Huế. Bằng chơi rất thân với đại đức Trí Không, người cũng ghi danh học ban Triết. Bằng theo Mặt trận Giải phóng đã được ít lâu, vừa thúc bách vừa đe dọa Trí Không để buộc nhà sư nhận dẫn đầu đoàn sinh viên Phật tử xuống đường biểu tình và xử dụng võ khí làm nội ứng cho bộ đội Việt Cộng.
Trong những ngày Mậu Thân sôi sục, Bằng để ý thấy sự hiện diện của Minh và Lạc trong nhà Quỳnh Như. Nom anh thù ghét lính Cộng Hòa ra mặt, Trí Không có linh cảm rằng Bằng sẽ đi cáo giác hai người lính Nhảy Dù bị kẹt ở nội thành này nên tìm cách khuyên can. Cho tới khi biết Bằng rắp tâm hãm hại tới cùng, nhà sư đành ra tay hạ sát anh này, sau đó giúp Minh và gia đình Lạc chạy thoát.
Phần Thuấn đem đại đội rút về phi trường Tây Lộc, tại đây xảy ra một trận tử thủ kinh hoàng. Khi Lạc và Minh về lại được tiểu đoàn, cả hai đều bị thương và kiệt sức. Hết chiến dịch, ba người bạn gặp lại nhau trong một bệnh xá Sài Gòn, chuẩn bị cho những ngày sắp tới.

### Nhân vật
- Trung úy Nguyễn Khoa Minh: 25 tuổi, gốc Huế, đại đội trưởng và là người trẻ tuổi nhất Tiểu đoàn 19 Nhảy Dù. Cây toán Trường Võ bị Quốc gia Đà Lạt, đã từng nức tiếng là tay vô địch bóng bàn học sinh miền Trung.
- Đại úy Trần Nguyên Thuấn: 26 tuổi, người Bắc di cư, chân dung anh được gợi qua cái nhìn của Quỳnh Như khi hai người mới quen nhau "Quỳnh Như nhìn người lính đang đi về phía mình, đầu tóc hớt ngắn, vẻ mặt khắc khổ, có được nụ cười trẻ thơ nhưng vội vã che dấu". Anh vào Nam khi còn rất bé nên kí ức về một quê hương xa xôi rất nhạt nhòa, nhưng tham dự cuộc chiến và lại ở nơi khốc liệt nhất (Quảng Trị) là "một đau đớn vô hình".
- Trung úy Vũ Văn Lạc: 36 tuổi, đi lính từ thời Pháp, cũng gốc Bắc. Anh đã có vợ và 4 con, nhưng hiếm khi trọn hưởng hạnh phúc gia đình.

## Văn hóa
Ở thời điểm Dựa lưng nỗi chết vừa công bố, tác giả Phan Nhật Nam đã được đánh giá là một trong những cây bút thượng hạng trong giới văn chương về đề tài chiến tranh. Vì trước hết trong khoảng 10 năm ông đã đi hết những chiến trường khốc liệt nhất Việt Nam với tư cách người lính, sau rốt, ông cũng là một cây bút có "chân tài" (chữ của Đào Vũ Anh Hùng). Trong tác phẩm này, quê hương Thừa Thiên hiện lên vừa bi tráng vừa khắc khoải, cũng là văn phẩm hiếm mà tác giả Phan Nhật Nam đề cập đến tình cảm lứa đôi.
Sau tháng tư đen, tác phẩm này cùng mọi cuốn sách kí danh Phan Nhật Nam đều bị chính quyền mới đem ra đường thiêu hủy trong chiến dịch "bài trừ văn hóa phẩm đồi trụy", tuy nhiên một số ấn bản Dựa lưng nỗi chết vẫn tồn tại nhờ các nhà sưu tập tư thục. Còn theo nghiên cứu gia Vương Trí Nhàn, từ những năm trước và sau sự kiện 30 tháng 04 năm 1975, tác phẩm Dựa lưng nỗi chết cùng một số ấn phẩm khác của tác gia Phan Nhật Nam đã được các nhà văn khoác áo lính ngoài Bắc tìm đọc khi có cơ hội vào thành thị miền Nam.
| “                 | Lần cuối cùng, tôi gặp Phan Nhật Nam, vào một sáng Chủ Nhật, đâu khoảng hơn tháng trước ngày miền Nam rơi vào tay cộng sản. Nam đang đứng nói chuyện với nhà văn Vũ Bằng và nhà văn Mặc Thu trên lề đường trước nhà ông Chu Tử và vợ chồng Đằng Giao, 104 đường Công Lý. Thấy Nam trẻ trung tươi sáng trong bộ quân phục Nhảy Dù vải kaki vàng thẳng cứng nếp hồ với đầy đủ lon lá, huy chương và sợi giây Bảo Quốc rực rỡ, tôi thoáng ngạc nhiên vì lần gặp gỡ trước Nam đã nói với tôi rằng vừa giải ngũ. Tôi hỏi đùa: "Bạn tôi quân cách rềnh ràng đi lãnh thưởng ?". Tôi có ý trêu Nam về số tiền một triệu ông Chu Tử đề nghị báo Sóng Thần tặng Nam về tác phẩm Tù Binh Và Hòa Bình để bỉ thử giải Văn học Nghệ thuật bần tiện của [Nguyễn Văn] Thiệu. Nam cười lớn: "Cái giải thưởng của bố già cậu sài mẹ nó hết rồi, có cụ Vũ Bằng biết đấy". Rồi Nam tự giải thích khi thấy tôi hóm hỉnh nhìn Nam với bộ quân phục: "Cậu Nam giải ngũ nhưng cậu Nam vẫn là lính Nhảy Dù hợp lệ. Nhưng mà giải ngũ rồi chán quá mi ơi, buồn cóc biết làm gì và thèm mặc lại quân phục". Xong Nam dịu giọng nói như than thở: "Có lẽ tao lại phải làm đơn xin tái ngũ, giải ngũ mà tao có cảm tưởng xấu hổ như một thằng đào ngũ". Tôi có chuyện cần, vội gặp ông Chu Tử nên không nán lại góp chuyện với ba người và tìm hiểu chuyện Nam giải ngũ là đùa hay thật. Tôi chào và leo lên gác. Lúc trở xuống thì Nam đã không còn đấy nữa, và đó là lần cuối cùng tôi gặp Phan Nhật Nam, cho đến ngày di tản và cho đến bây giờ là sáu năm chia biệt. | ” |
| — Đào Vũ Anh Hùng | |   |

## Liên kết
1. ↑  Truyện đời lính
2. ↑  Phan Nhật Nam dựa lưng nỗi chết
3. ↑  Thụy Khuê, Nói truyện với nhà phê bình Vương Trí Nhàn về Văn học miền Nam

### Tư liệu
- Với "một người lính viết văn" Phan Nhật Nam (Hoàng Lan Chi)
- Phan Nhật Nam - Hè vẫn còn đỏ lửa
- Phan Nhật Nam và những chấn thương không chảy máu
- Bút thép, mực máu, trái tim lửa